# 신정아 게이트
신정아 게이트는 대한민국의 미술가 신정아가 참여정부 시절 학력을 위조하고 각종 공직과 미술 후원 단체, 교육자로 활동한 것에 대한 의혹이다.

## 개요
성곡미술관의 큐레이터와 동국대학교 조교수, 2008 광주 비엔날레 심사위원과 각종 단체의 이력에 신정아는 1994년 캔자스대에서 서양화와 판화로 학사학위(BFA)를, 1995년 같은 대학에서 경영학 석사(MBA)를, 2005년 예일대에서 미술사로 박사 학위를 받았다고 기재하였으나 실제로는 중경고등학교를 졸업하고 캔자스대(미국 The University of Kansas 서양화)학부과정을 중퇴하였다. 2007년 본인은 다소 비 정상적인 방법(학습튜터고용, 대리출석)으로 캔자스대 학ㆍ석사, 예일대 박사 학위를 취득했다고 주장했지만 재판과정에서도 학위취득 사실이 확인되지 않아, 이 사건 이후로 대한민국 사회에서는 학위 검증 바람이 불었다. 그러나 그가 이러한 학력위조를 할 수 있었던 배경과 그 배후에 대한 의혹이 여러 번 제기되어 왔다.
노무현 정부 당시 변양균 전 대통령비서실 정책실장과 부적절한 관계였다는 등의 가십성기사가 쏟아졌고, 변 실장은 9월 10일 사임, 신씨는 2007년 7월 16일 미국으로 도피 잠적하였다. 9월 16일 돌아온 신씨는 공항에서 사문서 위조 및 업무방해 혐의로 체포영장을 발부받아 대기하고 있던 검찰 수사관들에게 바로 연행되어 서울서부지방검찰청에서 조사받았다. 조사내용은 예일대학교 박사학위의 진위 여부와, 동국대학교 교수 임용 및 광주 비엔날레 총감독 선임 과정에서 변양균(58) 전 청와대 정책실장에게 청탁을 했는지의 여부였으며, 검찰은 미국도피경력(2007년 7월)이 있고, 증거를 인멸할 위험이 있다고 판단하여 체포영장을 신청하였다. 그러나 9월 18일 서울 서부지법은 도주 및 증거 인멸의 가능성이 없다며 검찰의 영장을 기각하였다. 그 이후 횡령 등의 혐의가 추가로 드러나 10월 9일 구속영장이 재차 청구되고, 11일 영장실질심사에서 변양균 전 대통령비서실 정책실장과 함께 구속이 결정되어 영등포구치소에 수감되었다. 이후 18개월 만인 2009년 4월 10일 보석으로 풀려났다.
2007년 12월 27일 동국대는 예일대에서 신정아씨의 "미술사 박사학위 학력 확인 팩스"가 진본이라는 통보를 받았다고 밝혔다. 이는 '팩스'자체는 허위가 아닌 예일대에서 보낸 것이 맞다는 것을 뜻하고, 이에 예일대는 동국대에 사과를 표한다. 하지만 '팩스'가 진본이라는 것이고 신정아씨의 박사학위는 허위였음이 밝혀졌다. 이 과정에서 그가 어떻게 학위 위조와 사칭을 하고도 발각되지 않았는가 의혹이 제기되었다.
이에 국방부에서도 신정아와 마찬가지의 학력위조 사례가 있는지의 여부를 조사했다.
그 결과 학사사관에서 학력위조로 합격하여 임관하거나 무관후보생으로 교육중에 있는 전 현직 장교 및 후보생들 중에 학력위조자 23명(42기 2명 - 예비역, 44기 5명 - 대위(진), 46기 3명 - 중위, 48기 5명 - 소위, 이상 현역, 50기 8명 - 후보생)을 적발했다. 이들은 필리핀 모처의 모 대학에서 발급한 학위를 이용하여 임관하였으며 필리핀 체류기간이 학위를 취득하기에는 터무니없이 부족한 점을 이상히 여겨 뒷조사 끝에 적발했다. 결국 국방부는 이들에 대해 이미 전역한 42기는 형사 처벌, 현역 장교 신분인 44기~48기는 임관 무효처분 및 현역병 입영 처리, 아직 후보생인 50기에 대해서는 퇴교 조치했다. 또한 정부 기관 뿐만 아니라 민간에서도 학력 위조에 대한 우려가 확산되어 고학력을 가진 많은 사람들에 대한 학력 검증이 광범위하게 이루어지기도 하였다. 학력위조가 밝혀진 사람들 중에서 형사처벌 받은 사람은 아무도 없다. 이 사건으로 장수천과 나라종금 사건에 이어 참여정부의 도덕성에 타격을 주었다.

## 기타
2011년 자신의 수감번호였던 4001을 제목으로 내세운 에세이를 출간, 고백형 에세이라는 장르로 자신과 연관되어 있던 많은 사건들을 언급했다. 
이후 사회지도층 및 연예인들에 대한 각종 학위와 학력에 대한 의혹이 광범위하게 확산되어 윤석화,  정덕희 등의 학력위조 파문으로 확산되었다.

## 같이 보기
- 성곡미술관
- 광주비엔날레
- 신정아
- 변양균
- 진승현 게이트
- 윤상림 게이트
- 최규선 게이트
- 바다이야기 사건
- 나라종금 주가 조작 사건
- 홍인길 게이트
- 김현철 게이트
- 이철희 장영자 어음 사기 사건
- 참여정부